# Incendie du palais du Parlement de Bretagne
L'incendie du palais du Parlement de Bretagne a partiellement détruit ce monument classé de Rennes, dans la nuit du 4 au 5 février 1994. Les circonstances, malgré le non-lieu issu de l'enquête, restent encore obscures.

## Circonstances
En 1994, la baisse des prix du poisson, la dégradation des ventes et la concurrence des autres pays européens entraînent une crise des marins-pêcheurs bretons. À l'occasion de la visite du Premier ministre Édouard Balladur, cinq mille personnes se déplacent à Rennes le 4 février 1994 et se trouvent bloquées devant la préfecture par les CRS. La manifestation dégénère en émeute lors de l'entrée dans le centre-ville : des pavés sont lancés, plusieurs vitrines de magasins sont brisées et de violentes confrontations avec les forces de l'ordre s'engagent. Néanmoins, la soirée voit les évènements se calmer.

## Déroulement
Plusieurs fusées de détresse sont lancées à proximité du palais peu avant la fin de la manifestation. L'une d'entre elles brise une ardoise et se retrouve dans la charpente. La journée se termine, les manifestants se dispersent ; la ville de Rennes pense pouvoir enfin retrouver sa quiétude. Durant toute la soirée et une partie de la nuit, les fusées tombées sur le toit du Palais couvent sans attirer l'attention. L'alarme à incendie se déclenchera à plusieurs reprises, mais le gardien prend la décision à chaque déclenchement d'annuler l'alerte, pensant qu'elle est trop sensible et qu'elle ne se déclenche qu'à cause du vent, et n'alerte pas les autorités compétentes. Ce sont les passants qui préviennent les pompiers : deux appels successifs à 0 h 29 et 0 h 30 signalent l'incendie, suivi d'un appel de la police.

« Le toit du Parlement est en feu… Il y a plusieurs points de feu sous les ardoises. On entend les crépitements du bas de la place. »

— Deuxième appel enregistré par les pompiers à minuit trente le 5 février 1994.
À 0 h 34, vingt pompiers arrivent sur place, mais le crépitement se transforme vite en brasier. Devant l'importance de l'incendie, le chef de garde décide de demander des renforts immédiats et à faire appel à l'officier de permanence. La majeure partie des pompiers de garde du district de Rennes se déplace sur les lieux, et trente minutes après le signalement de l'incendie, cinquante-deux hommes sont sur place.
L'incendie est attisé par un fort vent d'ouest et se propage rapidement dans toute la toiture. À 0 h 40, l'ensemble des combles est embrasé, et les flammes risquent de se propager aux bâtiments voisins : six personnes habitant à proximité sont évacuées. Le réseau d'eau de la ville étant insuffisant pour alimenter les lances à incendie, des tuyaux sont déroulés pour pomper l'eau dans la Vilaine.
La totalité des moyens du district de Rennes est alors engagée, et des sapeurs-pompiers de tout le département d'Ille-et-Vilaine viennent prêter main-forte aux équipes déjà en intervention : à 2 heures du matin, on compte sur place plus de cent cinquante sapeurs-pompiers et seize engins. Après avoir lutté à l'extérieur et autour du palais, les pompiers progressent à l'intérieur du brasier avec cinq lances, épaulés par une grande échelle à l'extérieur. À 2 h 12, le feu est éteint. À 3 heures, il ne reste plus que les murs de pierre : la toiture s'est effondrée sur le premier étage. Deux pompiers sont blessés lors de l'effondrement d'un plafond.
Tandis que l'incendie ravage la charpente, une étroite collaboration entre les sapeurs-pompiers, les architectes des bâtiments de France et le service des monuments historiques est entreprise afin de sauver le mobilier et les tapisseries du palais. Alain-Charles Perrot, architecte en chef des Monuments Historiques, désigne en urgence quelles sont les œuvres d'art à sauver dès que la maîtrise de l'incendie permet d'entrer dans l'édifice. L'accent est mis sur la protection de la Grand’Chambre, la pièce du palais la plus ouvragée, avec la brumisation des tapisseries par les pompiers.
Un poste de commandement situé sur la rue Hoche réunit Jean-Michel Germaine et Christophe Amiot (ABF), Alain-Charles Perrot (ACMH), Nicolas Simonnet (CRMH) ainsi que des documentalistes et des agents de la Direction régionale des Affaires culturelles et du musée des beaux-arts de Rennes avec le soutien de Monsieur Christian Coüasnon, fils du précédent Architecte des Bâtiments de France (Monsieur Henry Coüasnon), spécialiste en architecture en bâtiment, afin d'organiser le sauvetage : tous les éléments sauvés, des tableaux jusqu'aux dossiers de la correctionnelle sont étiquetés et classés.
La mairie de Rennes est elle aussi actrice du sauvetage : une fois l'incendie définitivement maîtrisé, une soixantaine d'agents des services municipaux participent à l'évacuation des œuvres du palais. La ville fournit également du matériel (camions, conteneurs, casques…) et les locaux de stockage. L'armée — notamment le 16e régiment d'artillerie — et plusieurs entreprises du bâtiment assistent les différentes équipes pour déblayer et sécuriser le bâtiment : outre les dégâts sur le mobilier, la structure entière du palais est déstabilisée.
La plus grande partie des tapisseries et des œuvres d'art a pu être sauvée.

## Conséquences

### Pertes
La charpente, ravagée par les flammes, est effondrée. Plusieurs pièces du bâtiment sont partiellement ou totalement détruites :
- le bureau du procureur général avec ses boiseries et moulures du XVIIe siècle ;
- la bibliothèque des magistrats aménagée dans un style néo-classique au XIXe siècle. Vingt-cinq volumes sont sauvés sur les milliers qu’elle comptait ;
- la voûte en berceau lambrissée de la salle des pas perdus ;
- une travée de la salle d'Assises — les boiseries du XVIIe siècle sont sauvées ;
- une partie du plafond du bureau du premier président.

Des milliers de dossiers de l’administration judiciaire sont perdus lors du sinistre : dossiers d'assises, affaires civiles et pénales… Les dossiers de l'affaire du financement occulte du parti socialiste du juge Renaud Van Ruymbeke sont également détruits.

### Soutiens
Les médias régionaux et nationaux insistent sur la dimension symbolique et historique de cette « blessure » et sa nécessaire reconstruction pour les Bretons ; dans les jours qui suivent, le maire reçoit une pétition de soutien signée par 900 personnes. Le 11 mars 1994, un concert de solidarité est organisé pour aider à la reconstruction, avec 3 500 spectateurs au palais omnisports de Rennes et la présence de célèbres musiciens bretons (Alan Stivell accompagné d'EV, Dan Ar Braz, Gilles Servat, Denez Prigent avec Erik Marchand, l'Orchestre de Bretagne). Alan Stivell compose Parlamant Lament pour l'occasion, un chant de déploration dont le peuple breton est le héros malheureux. L'association pour la renaissance du palais collecte trente millions de francs, en cumulant des participations de mécènes et de dons particuliers.

### Suites judiciaires et zones d'ombre
Le concierge du parlement est l'unique personne mise en examen à l'issue de deux années d'enquête autour de l'incendie. Cette dernière conclut à un non-lieu, Pascal Lemoine, le juge d'instruction chargé de l'affaire, estimant qu'il « subsiste des doutes » quant au lien de causalité entre le « comportement professionnel fautif » du concierge et les « blessures des deux pompiers », suivant les réquisitions du procureur de la République. Aucune charge n'est retenue contre le préfet de région Jean-Claude Le Taillandier de Gabory ni contre le procureur général Jacques Brun ni contre Jean-Louis Peraud, premier président de la cour d'appel et chargé de la sécurité du bâtiment.
Mais en 2016  Gérard Gautier, un conseiller régional, « libre de toute contrainte émanant d’un parti politique », fait paraître un livre, Parlement Bretagne Feu mal éteint, fruit de son enquête personnelle sur le sujet, où il met en doute la version officielle des faits et souligne les zones d'ombre. Ainsi, le Parlement de Bretagne abritant le palais de Justice où se trouvait le bureau du juge Renaud Van Ruymbeke, l'incendie arrivait fort à point pour anéantir le dossier délicat des projets immobiliers impliquant la corruption de personnalités politiques par des promoteurs.
Il demande la réouverture du dossier d'instruction, car « aux yeux de certains observateurs, beaucoup de questions restent en suspens : pourquoi l'État n'a-t-il pas déposé plainte ? Pourquoi n'y a-t-il pas eu d'enquête administrative ? Pourquoi le maire de Rennes à l'époque ne s'est-il pas constitué partie civile ? ».

### Tourisme
L'incendie du 5 février 1994 et la restauration qui a suivi ont eu un impact positif sur la fréquentation du palais du Parlement de Bretagne. En effet, avant l'incendie, ce monument était très peu visité et ne suscitait guère l'intérêt : la principale raison est qu'il n'était pas ouvert à la visite, notamment à cause de ses fonctions de cour de justice. L'intérêt pour le palais naît dans l'émoi de la disparition de ce patrimoine, littéralement parti en fumée. L'édifice passe ainsi de l'indifférence générale au monument d'importance primordiale aux yeux des institutions locales et nationales qui vont passer du silence à une forte communication et médiatisation.